# S2 (missile)
L'SSBS S2 (Sol-Sol Balistique Strategique - suolo-suolo balistico strategico) è stato il primo missile balistico francese a gittata intermedia (IRBM: Intermediate Range Ballistic Missile),  (2750 km) che ha rappresentato la componente terrestre della Force de frappe francese, con 18 missili schierati in silos dai primi anni settanta.
Il missile era dotato di una sola testata nucleare (MR-31), che fu testata a Moruroa l'11 settembre 1966; la prima unità di 9 missili è stata operativa il 2 agosto 1971 nella Base aérienne 200 Apt-Saint-Christol situata nel plateau d'Albion e la seconda il 23 aprile 1972.
Dal 1980 si cominciò a sostituirli con i migliorati S3.